# 21世紀のスキッツォイド・マン
「21世紀のスキッツォイド・マン」（にじゅういっせいきのスキッツォイド・マン、英語: 21st Century Schizoid Man）は、キング・クリムゾンのデビュー・アルバム『クリムゾン・キングの宮殿』（1969年）に収録されている楽曲で、彼等の代表曲の一つある。
『クリムゾン・キングの宮殿』が発表された時の邦題は「21世紀の精神異常者」（にじゅういっせいきのせいしんいじょうしゃ）だった。レコード制作基準倫理委員会（レコ倫）が設置する基準が変更された1999年4月1日に、「精神異常者」が「スキッツォイド・マン」という現在の表記に改められた。

## 概要
ロックとジャズを融合させた曲である。リズムは4分の4拍子、または8分の6拍子で構成されており、アウトロの部分はフリーテンポとなっている。プログレッシヴ・ロックだけではなく、様々な音楽分野のアーティストに影響を与えた。
ピート・シンフィールドによる詞は、ベトナム戦争など当時の不安な世相を背景に、21世紀のディストピア的な未来像を暗示したものであるとされている。「無垢な人々がナパーム弾の炎でレイプされる」「子供たちは血を流す」「彼が持っているものに彼が本当に必要なものは何ひとつない」など、彼の他の作品には見られない、やや直接的な表現が用いられていることが特徴である。
1969年のデビューから1974年の解散まで、ライヴのレパートリーに欠かせない曲だった。1996年にはオリジナル録音と編集版の2種類のスタジオ録音と、ロバート・フリップ以外のメンバーが異なる1969年、1972年、1974年のライブ録音を収録したミニアルバムが発売され、日本では2001年に同曲がトヨタ・ヴェロッサのCMに使用されたのをきっかけに発売された。
1981年から1984年までの再結成期のライヴでは取り上げられなかった。1991年に発表されたCDボックス"Frame by Frame: The Essential King Crimson"に収録された"The King Crimson Barber Shop"では、"(We don't do 21st Century Schizoid Man)/But we're the King Crimson band~"とやや皮肉めかして歌われている。
1994年から1996年までの「ダブル・トリオ」期に再びライヴのレパートリーに加えられた。

## パーソネル
- グレッグ・レイク - ボーカル、ベース
- イアン・マクドナルド - サクソフォーン
- ロバート・フリップ - ギター
- マイケル・ジャイルズ - ドラムス
- ピート・シンフィールド- 作詞

## カバー
以下に挙げるバンド・ユニット・歌手が同曲をカバーしている。
- オジー・オズボーン
- ヴォイヴォド
- エイプリル・ワイン
- エントゥームド
- カニエ・ウェスト
  - 5thアルバム『My Beautiful Dark Twisted Fantasy』収録曲「Power」にて当楽曲をサンプリング[4]。
- cocobat
- フラワー・トラベリン・バンド
  - 邦題「21世紀の狂った男」。
- フォビドゥン
- エマーソン・レイク・アンド・パーマー
  - 同曲の録音メンバーであるグレッグ・レイクが在籍したエマーソン・レイク・アンド・パーマー（ELP）のボックス・セット『リターン・オブ・ザ・マンティコア』（1993年）に収録。各メンバーがELPの結成前に在籍したバンドの作品を一曲ずつカバーした特典音源として取り上げられた。またライブ音源集『Then & Now』[注釈 5]に、1997年のツアーの録音が収録された[注釈 6]。
- グレッグ・レイク
  - 1981年にゲイリー・ムーアを帯同して行なったツアーで披露。アルバム『イン・コンサート』（1995年）に収録。
- トルヴェール・クヮルテット
- プレミアータ・フォルネリア・マルコーニ
- アフター・クライング
- カリフォルニア・ギター・トリオ
  - 民謡の「ズンドコ節」を織り交ぜたアレンジの「21世紀のズンドコ節（原題Zundoko-Bushi）」。キング・クリムゾンのトニー・レヴィン(B)とパット・マステロット(Dr)が参加。
- 聖飢魔II
- TENSAW
- hide
- 爆風スランプ
- 人間椅子
- 西村雅彦
- 8bit Project
- THE ALFEE
  - ライブで「幻夜祭」、「悲劇受胎」の前置きで、「流砂のように」のエンディングで、イントロから間奏部分が演奏されることがある。
- FoZZtone
- 村田陽一
- モルゴーア・クァルテット
- ブラック・ミディ[5]
- STDRUMS - Yuji Rerure Kawaguchi

また、POLYSICSがスピッツのカバー・アルバム『一期一会 Sweets for my SPITZ』にてスピッツの楽曲「チェリー」を「21世紀のスキッツォイド・マン」風のアレンジでカバーしている。

## その他
- 東宝配給映画『脳男』において、主題歌として使用されている[6]。
- 2020年5月12日よりサントリー食品インターナショナルのPEPSIブランドの主力商品「ペプシ ジャパンコーラ」のTV-CM「try me!」篇で使用されている[7]。
- 宝塚歌劇団の雪組公演『バロック千一夜』において、間奏部分のフレーズが使われている。
- NHK BSプレミアムの教養番組『ヒューマニエンス』のオープニング曲として使用されている。
- カリフォルニア・ギター・トリオが2002年に発売した「Cg3＋2」というアルバムには、この曲と「ドリフのズンドコ節」をリミックスした「Zundoko-Bushi」（邦題「21世紀のズンドコ節」）が収録されている。